# Polarräka
Polarräka (Lebbeus polaris) är en kräftdjursart som först beskrevs av Joseph Sabine 1824.  Polarräka ingår i släktet Lebbeus och familjen Hippolytidae. Arten är reproducerande i Sverige. Inga underarter finns listade i Catalogue of Life.